# فينزيل ويزنر
فينزيل ويزنر (بالإنجليزية: Wenzel Wiesner)‏ هو سياسي أمريكي، ولد في 18 أبريل 1877، وتوفي في 1957.